# Império do Divino Espírito Santo de São Roque

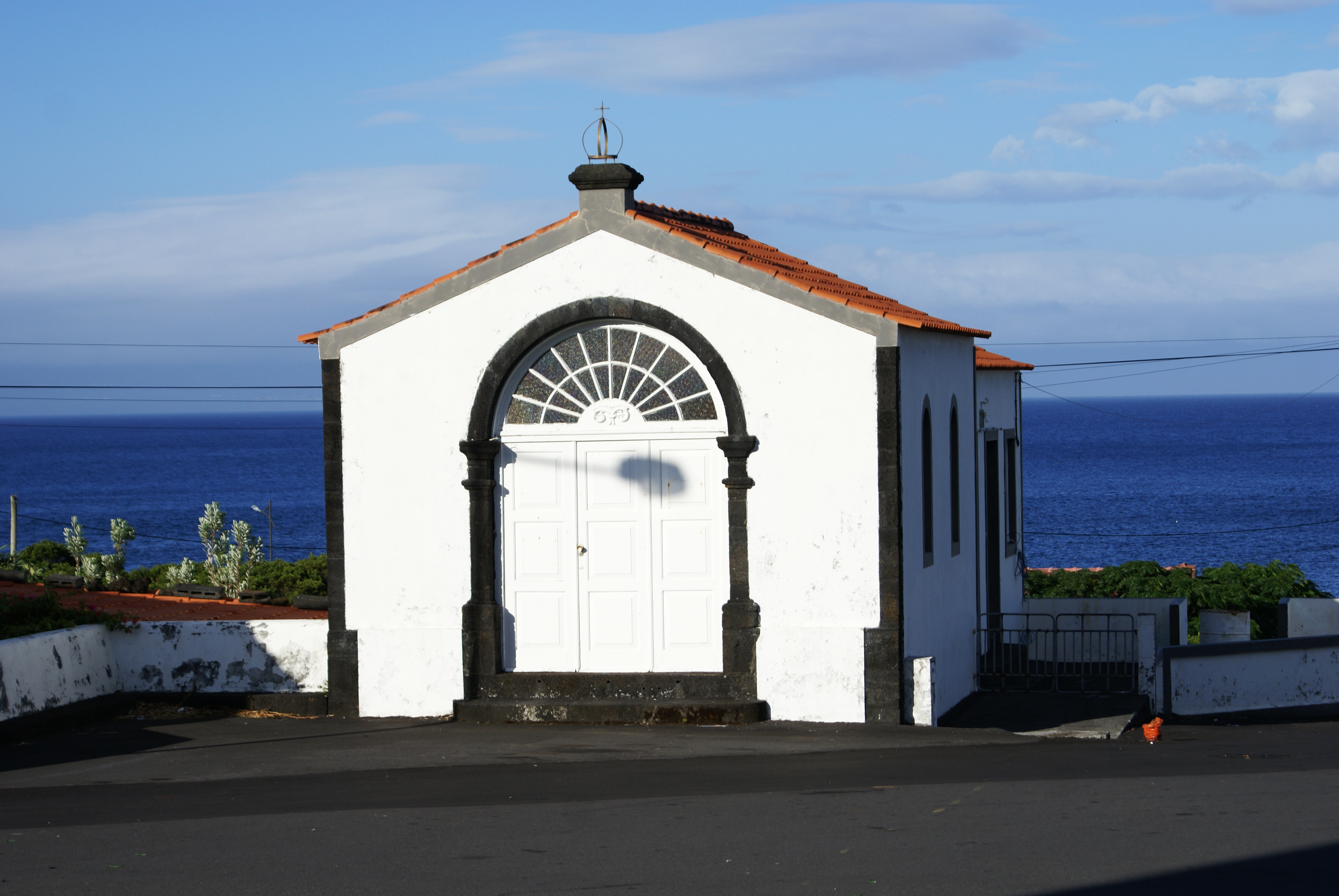
Império do Espírito Santo de São Roque.

O Império do Divino Espírito Santo de São Roque é um Império do Espírito Santo português que se localiza na freguesia de São Roque, concelho de São Roque do Pico, ilha do Pico, arquipélago dos Açores.